# وانتد (فلم)
مطلوب (بالإنجليزية: Wanted) هو فيلم أكشن. وهو من إخراج تيمر بكمامبتوف وبطولة جيمس مكافوي وأنجلينا جولي مورجان فريمان، توماس كرستشمان وتيرنس ستامب. تم إنتاجه في يونيو 2007 بميزانية تبلغ 75 مليون دولار. عرض في 25 حزيران 2008 في المملكة المتحدة وفي 27 يونيو 2008 في الولايات المتحدة.
تدور أحداث الفيلم حول ويزلي جيبسون جيمس مكافوي لم يعرف أباه أبداً تظهر له امرأة تدعى فوكس أنجلينا جولي تخبره بأن والده قد قتل وقد كان قاتل محترف وأنه يشترك معه في نفس القدرات ويجب عليه أن يثأر لمقتل أبيه.

## وصلات خارجية
- الموقع الرسمي
- مقالات تستعمل روابط فنية بلا صلة مع ويكي بيانات